# Izozog
 (mai 2012).
Si vous disposez d'ouvrages ou d'articles de référence ou si vous connaissez des sites web de qualité traitant du thème abordé ici, merci de compléter l'article en donnant les références utiles à sa vérifiabilité et en les liant à la section « Notes et références ».
Les Bañados de Izozog (en français Marais de l'Izozog) sont une grande zone humide située dans la partie centrale du département de Santa Cruz en Bolivie, à quelque 140 kilomètres au sud-est de Santa Cruz, essentiellement dans la province de Cordillera et partiellement dans celle de Chiquitos. Ils sont créés par les eaux de l'abondant Río Parapetí qui se déversent dans une dépression d'origine tectonique.
Ils  constituent l'humedal (zone humide en espagnol) le plus étendu et d'importance majeure dans la région bolivienne du Gran Chaco.

## Chiffres
L'Izozog a une superficie de 615 882 hectares, c’est-à-dire 6 158,82 km2, à une altitude de 300 mètres environ.
La saison des pluies se produit en été, de novembre à mars. À cette époque la région est totalement isolée.

## Situation
Les Bañados de l'Izozog sont situés dans la région biogéographique du Gran Chaco et sont l'habitat de diverses communautés végétales et animales caractéristiques de la région du Chaco. En fait la biodiversité y est très grande car une importante faune et flore typique de la région s'y concentre.
Les Bañados de l'Izozog sont une dépression tectonique et ont une énorme importance saisonnière comme source de ressources hydriques. Durant la longue saison sèche, ils sont l'unique source d'eau douce de la région des forêts sèches du Chaco boréal.
Le site est alors vital pour les espèces de grands mammifères comme les jaguars, les pécaris et les tapirs, qui courent un grand danger faute d'eau dans la région.

## Importance écologique
Ecologiquement les Bañados de l'Izozog, étant donné qu'ils sont connectés hydrologiquement avec le bassin de l'Amazone (par le biais du Río Quimome, de la lagune Concepción et de l'Itonamas), font partie d'un corridor biologique et génétique qui permet la circulation et l'échange d'espèces entre le nord humide et le sud beaucoup plus sec.
Ils représentent le meilleur habitat avec disponibilité d'eau toute l'année et ce au milieu d'une zone xérique étendue. Par conséquent ils sont de première importance pour toute la faune des écosystèmes voisins.
Ils sont un site de reproduction (nidification pour les oiseaux), croissance et alimentation. Ils sont aussi un lieu de refuge et de migration pour bien des espèces de poissons, amphibiens, de reptiles, d'oiseaux et de mammifères.

## Hydrologie
Hydrologiquement les Bañados de l'Izozog sont presque uniques. Ils sont la fin du parcours du
Río Parapetí, lequel en y débouchant y forme de nombreux bras et crée ainsi une sorte de delta.
L'eau se perd en grande partie par évapo-transpiration et par infiltration. Une autre partie migre doucement vers l'Amazone. Les Bañados de l'Izozog fournissent en effet de l'eau au Río Quimome, qui à son tour va alimenter une autre lagune de grande importance dans le bassin amazonien : la Lagune Concepción, elle-même alimentant le Río Itonamas dont les eaux coulent vers l'Amazone. C'est pourquoi le rio Parapeti et les Bañados de l'Izozog sont le plus souvent considérés comme faisant partie du réseau de l'Amazone.
Une partie de l'eau infiltrée se dirige toutefois, non pas vers le bassin amazonien (chemin suivi par l'eau superficielle non évaporée), mais contribue à alimenter le Río Paraguay, c’est-à-dire le Río Paraná. Les estimations faites par la FAO de ces infiltrations sont de 2,5 kilomètres cubes (ou milliards de m3) annuellement, soit plus ou moins 80 mètres cubes par seconde.

## Histoire
Depuis le milieu du XVe siècle, avant l'arrivée des Espagnols, les Guaranis ont peuplé cette région ainsi que les rives du Río Parapetí. Le nom d'Izozog provient du guarani Y (eau) iso iso (qui se perd) et signifiait donc endroit où l'eau se perd. La partie du peuple Guaraní habitant ces contrées porte le nom d'Isocènes Guaranis c’est-à-dire Guaranis de l'Y-isoiso (Isoceños Guaranies en espagnol).
Actuellement ce peuple mène toujours sa vie traditionnelle dans une série de petites localités. Son mode de vie, fait de chasse, de pêche, de petit élevage et d'agriculture de subsistance n'a jamais altéré les équilibres écologiques de la région. Ce qui n'est pas le cas des estancias implantées par des européens pour le grand élevage bovin et la culture irriguée du riz notamment. Leur mode d'exploitation intensive des ressources locales a réussi à polluer les eaux de produits agro-chimiques, et à raréfier cette précieuse ressource.
Dans le secteur nord des Bañados se sont établies des colonies de Mennonites (sans titres de propriété) dont l'impact sur la biodiversité a été négatif, mais la forêt sèche environnant leurs exploitations se trouve en bon état de conservation.

## Administration
Un tiers de la superficie des Bañados est incluse dans le parc national Kaa Iya administré par le Service National des Aires Protégées du gouvernement bolivien, en association avec la population Isoceño-Guaraní représenté par la Capitanía del Alto y Bajo Izozog ou Capitainerie du Haut et Bas Izozog (la CABI).
Les deux tiers restants, c’est-à-dire la majorité des Bañados, est incluse dans le District Indigène du Haut et Bas Izozog (à l'intérieur du municipe de Charagua de la province de Cordillera), qui est lui aussi administré par la CABI. Une demande est en cours pour que ce district obtienne le statut de Tierra Communautaria de Origén (Terre Communautaire d'Origine), ce qui impliquerait que l'ethnie Isoceño-Guaraní ait la haute main sur l'administration de la quasi-totalité des Bañados de Izozog.

## Site Ramsar
Le 17 septembre 2001, l'Izozog et le Río Parapetí ont été désignés en tant que site Ramsar.

## À voir aussi
- Les sites Ramsar en Bolivie
- Le parc national Kaa Iya
- Le Río Parapetí

## Sources
- (es) Description des Bañados de Izozog